# 阿尔韦阿尔皇宫酒店

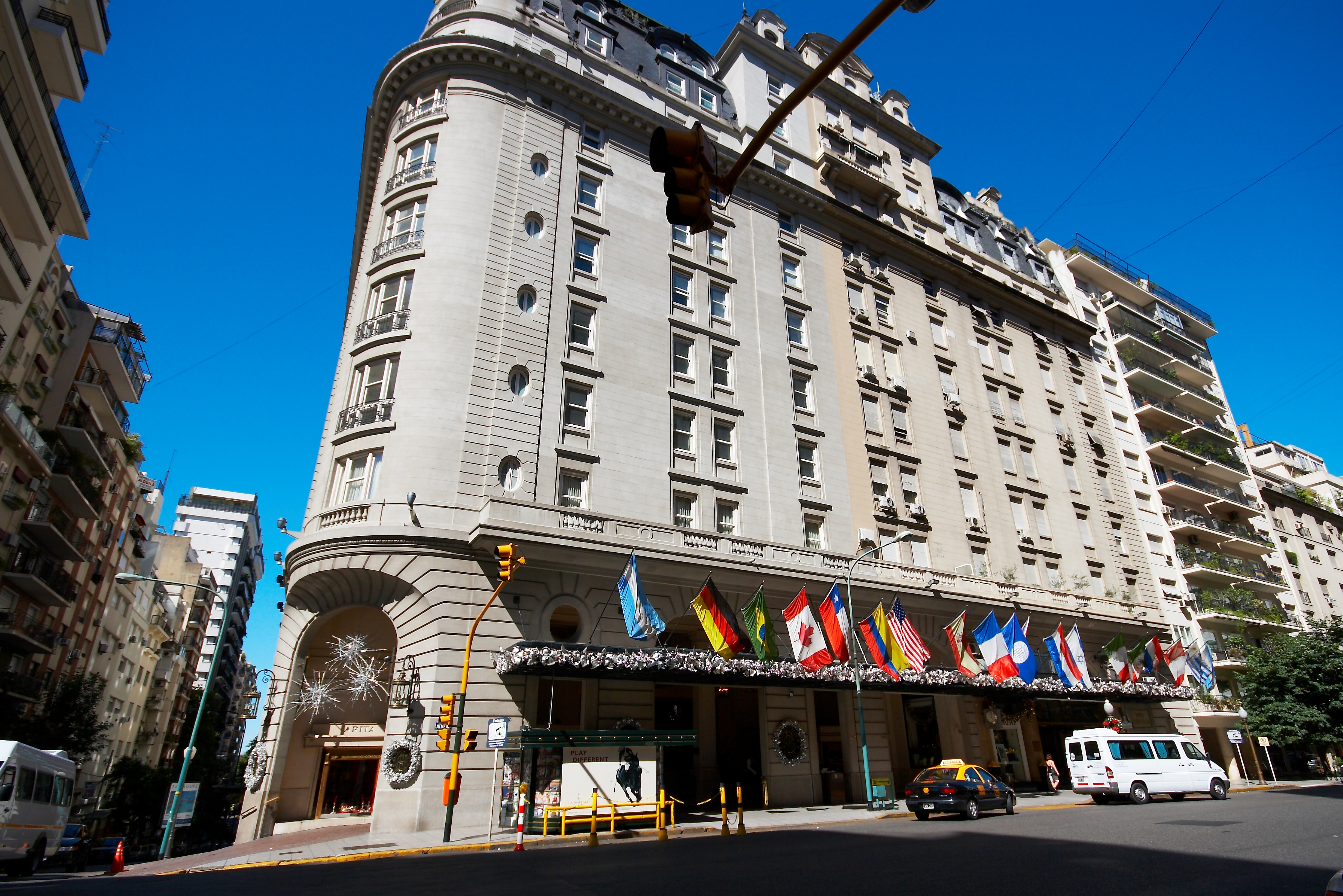
阿尔韦阿尔皇宫酒店

阿尔韦阿尔皇宫酒店（Alvear Palace Hotel）是阿根廷布宜诺斯艾利斯一家豪华酒店，位于高档的雷科莱塔区阿尔韦亚尔大道。这家酒店成立于1932年，经过全面的整修，于1994年重新开业。

## 著名客人
| - 泰德·透納 - 阿瑟·米勒 - 雅克·希拉克 - 安东尼奥·班德拉斯 - 莎朗·史東 - 肖恩·康纳利 | - 丹下健三 - 明仁 - 美智子 - 迈克尔·舒马赫 | - 纳尔逊·曼德拉 - 索非娅·罗兰 - 赫尔穆特·科尔 - 沙奎尔·奥尼尔 - 卡爾·拉格斐 - 歌地亞·雪花 |